# Aretha (album 1986)
Aretha è un album della cantante soul statunitense Aretha Franklin, registrato nel 1986 per la Arista Records.

## Tracce
1. Jimmy Lee – 5:47
2. I Knew You Were Waiting (For Me) (feat. George Michael) – 4:02
3. Do You Still Remember – 5:07
4. Jumpin' Jack Flash – 5:04
5. Rock-A-Lott – 6:23
6. An Angel Cries – 5:03
7. He'll Come Along – 4:13
8. If You Need My Love Tonight (feat. Larry Graham) – 4:34
9. Look to the Rainbow – 5:13